# تانيا أتواتر
تانيا أتواتر (بالإنجليزية: Tanya Atwater) هي جيولوجية أمريكية، ولدت في 27 أغسطس 1942 في لوس أنجلوس في الولايات المتحدة.